# 오이디게라
오이디게라(학명: Ooedigera peeli 오이디게라 펠리[*])는 그린란드 북부의 캄브리아기 초기 지층에서 발견된 멸종한 고충동물 가운데 하나이다. 앞몸은 수평적으로 납작하며, 타원형이고 그물 형태의 무늬를 가지고 있으며, 몸의 중앙선을 따라 다섯 쌍의 아가미 주머니가 고르게 간격을 두고 있다. 꼬리는 또한 둥글납작하고 수평으로 편평하지만 유연한 막으로 연결된 7개의 판들로 나뉘어져 있다. 오이디게라는 물고기처럼 좌우로 몸을 움직이며 헤엄쳤을 것이다. 화학 합성성 미생물매트를 바탕으로 하는 생태계에서 일부 포식자들과 함께 산소극소대역에서 살았을 것이며, 해저 주변에 살아가는 분해물식자 또는 여과섭식자일 가능성이 있다.

## 명명
속명 오이디게라(Ooedigera)는 고대 그리스어로 '알 모양의', '타원형의'을 뜻하는 오오에이데스(ωοειδής)와 '오래되다'를 뜻하는 게로스(γέρος)를 합친 조어로 '오래된 타원'이라는 뜻이다. 종소명 펠리(peeli)는 오이디게라가 발견된 모식지를 특정적으로 연구한 그린란드 지질 탐사단의 존 S. 필(John S. Peel) 교수를 기리기 위해 붙인 것이다.

## 분류

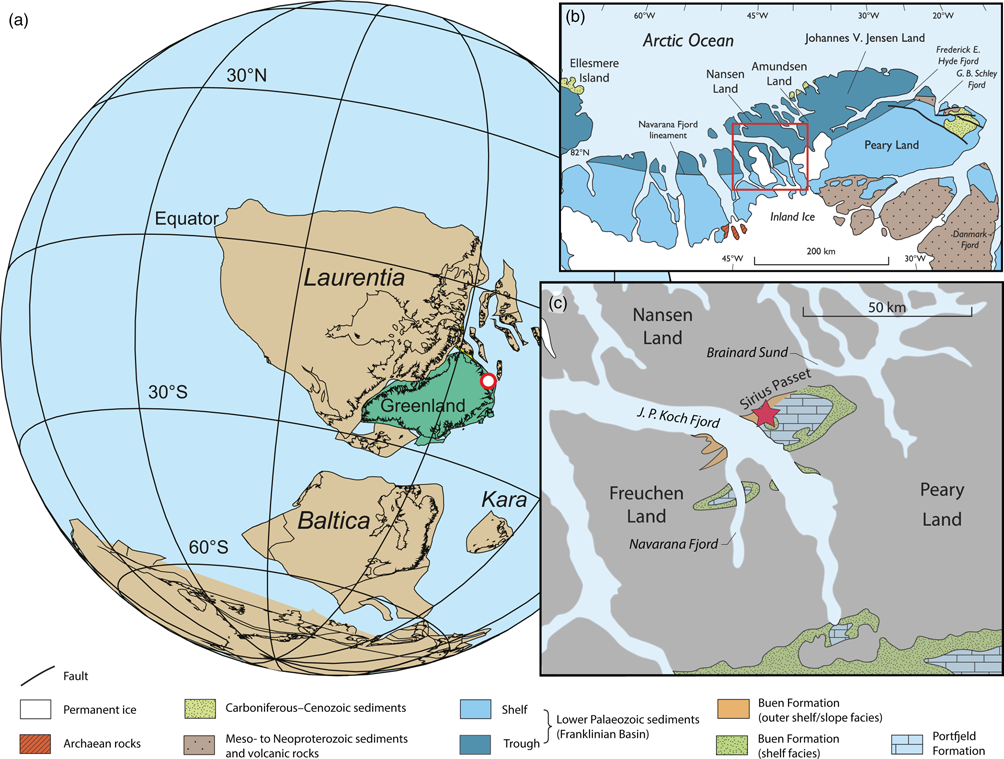
캄브리아기 초기의 시리우스 파세트

MGUH 29279 모식표본은 북그린란드의 부엔층(Buen Formation)의 캄브리아기 초기 지층인 시리우스 파세트 라거슈테테에서 발견되었다. 이 지역은 캄브리아기 제3절 초기인 약 5억 1900~5억 1650만 년 전과 일치한다. 이 표본은 납작하게 눌린 화석으로 특이하고 가늘은 엽층, 해면, 삼엽충 등의 다른 다양한 생물들의 흔적들이 나타나 있는 몇몇 작은 얼룩들이 파열성 이암에 보존되어 있다.
오이디게라는 베툴리콜라와 함께 멸종한 고충동물아문 베툴리콜라과에 속한다. 오이디게라는 중국의 마오텐산 셰일 바깥에서 세 번째로 발견된 고충류이다.(나머지는 캐나다 뮤럴층의 미기재 표본들과 오스트레일리아 에뮤 베이 셰일의 네소넥트리스이다.)
고충동물아문은 선구동물과 달리 태아발달 과정에서 입과 항문이 반대로 나타나는 거대 동물 분류군인 후구동물의 원시적인 아문이다. 고충동물아문은 처음에는 절지동물에 속하는 것으로 분류되었으나, 몇 번 씩이나 재분류되었다. 원시 척삭동물 또는 원시 피낭류의 비유효한 부류에 해당하는 것으로 여겨졌다. 탈피동물(절지동물, 선형동물 및 근연 분류군이 속한다.), 특히 동문동물(마디 진 지렁이 같은 동물)으로서선구동물에 좀 더 가까운 것으로 추정하기도 하였다.

## 특징
모식표본의 경우 전체 몸길이는 41.3mm이며, 달걀형의 앞몸과 마디 진 꼬리로 나누어져 있다. 화석화 과정에서 양 옆으로 눌린 듯 보이며, 외형의 불규칙하게 접힌 부분 때문에 피부는 다른 고충류들보다 더 부드러웠을 것이다.
앞몸은 타원형이며 길이 22.5mm, 높이 14mm이고 수평적으로 납작하다. 앞모서리는 쭉 뻗어있으며 뒷모서리는 뾰족하다. 앞몸 한 가운데에 중앙선이 가로 그어져 있다. 중국의 고충류들과는 다르게, 중앙선을 따라 이어진 이랑의 표시가 없으며, 오이디게라에서 이러한 부분의 결여는 분류함에 있어 중요하지만 더 많은 표본에서 이를 확증할 필요가 있다. 다른 고충류들과 마찬가지로 중앙선에는 5개 이상 또는 이하의 개구부가 고르게 간격을 유지하고 있으며, 앞모서리쪽은 3.3mm, 뒷모서리쪽은 2.4mm 크기이며, 아가미낭에 대응한다. 앞몸은 그물 무늬를 가지고 있는 것으로 보인다. 이러한 장식은 베툴리콜라의 아성체 표본과 비슷한 크기의 베이다조온에서도 보이는데, 오이디게라 이전에 다른 성체 고충류와 비슷한 크기의 장식 형태가 발견되지 않았다.
다른 고충류들처럼 꼬리는 비대칭형이고 수평으로 납작하며, 유연한 막으로 연결된 일곱 개의 마디들로 나누어지는데, 이는 몸을 움직여 앞으로 추진할 수 있게 해준다. 18.8mm의 크기이며 높이는 8.7mm이다. 각각의 마디는 모래시계모양으로 모서리가 오목하다. 제2~7마디는 밑면이 편평하며 제5~7마디는 윗면이 편명하다. 마지막 마디는 다른 고충류들보다 짧다. 꼬리가 비대칭적이고 편평한 것을 고려할 때, 물고기처럼 위아래가 아닌 좌우로 구부러져 움직였을 가능성이 크다.

## 생태
고충동물이 무엇을 먹었는지는 대부분 알려져 있지 않다. 씹거나 잡는 데 적합한 입이 없었기 때문에 포식자나 청소부는 아니었을 것이다. 다리가 없기 때문에 굴을 파거나 해저에 살았을 가능성이 낮고, 수주(유영성) 안에 살았을 가능성이 높지만서도 해저 근처에 머물렀을 가능성이 크다(저영성) . 수동적 부유생물이었을 수도 있지만, 아가미는 탈리아강처럼 제트 추진에 사용되었을 가능성이 있다. 또한 입과 아가미를 이용해 물을 적극적으로 삼키고 배출하는 여과섭식에서도 사용되었을 것이다. 그러나 베툴리콜라, 반피아, 포마트룸은 소화관 안에 침전섭식의 증거이거나 화석화의 결과일지도 모르는 침전물의 흔적이 남아 있다. 고충류는 현생 반삭동물인 발라노글로수스(Balanoglossus)처럼 두 가지 섭취 방식을 모두 사용했을 가능성이 있다.
시리우스 파세트에서 약 45종의 동물이 발견되었으며, 주로 삼엽충, 해면, 환형동물, 멸종한 할키에리아류 및 엽족동물을 포함한 고유 동물군이 대부분이다. 여기에서 또 다른 미정 고충류가 발견되었다. 이 지역은 산소극소대역이었을 가능성이 있으며, 이전의 에디아카라기와 마찬가지로 생태계도 주로 초식동물과 여과섭식자를 먹이로 삼은 화학 합성 미생물매트가 우선적으로 바탕이 되었을 것이다. 절지동물과 해면동물이 가장 흔하게 화석으로 발견되기에, 전자와 엽족동물의 구성원들이 주요 포식자였을 것이다. 포식자가 가장 흔한 동물이었던 것으로 보인다.